# Mutulas
Mutulas (gr. Μουτουλλάς) – wieś w Republice Cypryjskiej, w dystrykcie Nikozja. W 2011 roku liczyła 174 mieszkańców.